# Аполлоній Перзький

Античне зображення Аполлонія з Перги

Аполлоній Перзький або Аполлоній з Перги (грец. Ανολλωνιος ο Περγαιος; 262 до н. е. — 190 до н. е.) — давньогрецький математик, один з представників александрійської школи. Разом з Евклідом та Архімедом вважався одним з трьох найвидатніших математиків античності.

## Біографія
Близько 262 до н. е. народився в місті Перге в Памфілії (історична область в Малій Азії). В період 235 — 225 до н. е. навчався в Ефесі у Евдема Пергамського, пізніше в 225 — 215 до н. е. навчався в Александрії в учнів Евкліда.
Розробив теорії руху Сонця, Місяця і планет за деферентами та епіциклами. Близько 215 — 195 до н. е. написав «Конічні перетини» в Александрії. Відвідав Евдема Пергамського і надіслав йому I—III книги Конічних перетинів. Після смерті Евдема надіслав решту книг його учню Атталу.
В Стародавньому світі його називали Великим землеміром.
На честь Аполлонія названо кратер на Місяці.

## Спадщина

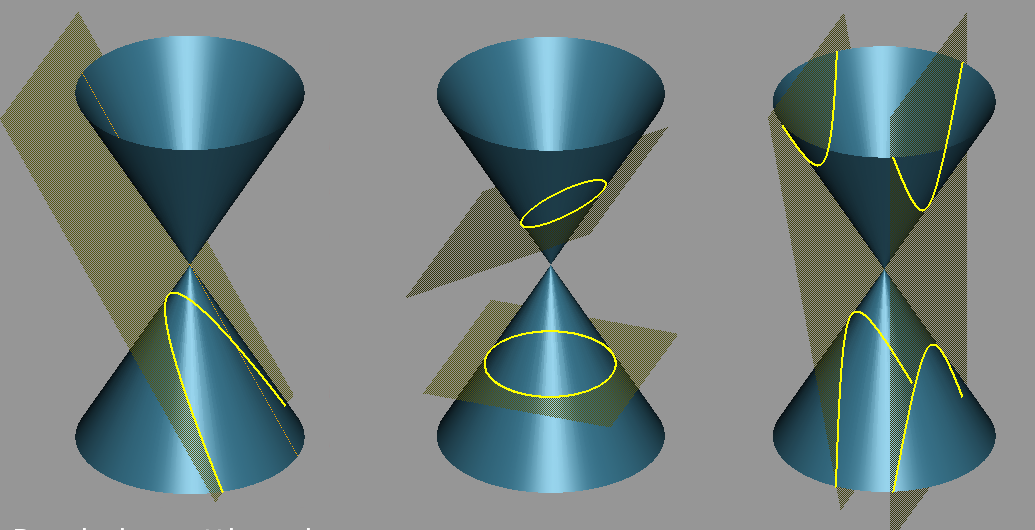
Конічні перерізи за Аполлонієм: парабола, еліпс, гіпербола

Написав ряд творів, що не дійшли до нас. Найважливіша праця — «Конічні перетини» (чотири книги збереглися в грецькому оригіналі, наступні 3 — в арабському перекладі, а остання, 8-ма книга, втрачена.).
Аполлоній перший розглядав еліпс, параболу і гіперболу як довільні плоскі перетини довільних конусів з круговою основою і детально досліджував їх властивості. Виявив, що парабола — граничний випадок еліпса, відкрив асимптоти гіперболи; одержав (у словесній формі) рівняння параболи; вперше вивчав властивості дотичних і піддотичних до конічних перетинів.
Аполлоній довів 387 теорем про криві 2-го порядку методом, який полягав у віднесенні кривої до якого-небудь її діаметра і до зв'язаних з ним хорд, і передбачив створений в XVII ст. метод координат. Всі співвідношення Аполлоній розглядав як відношення рівновеликості між деякими площами. «Конічні перетини» Аполлонія справили великий вплив на розвиток астрономії, механіки, оптики. З положень Аполлонія виходили при створенні аналітичної геометрії Р. Декарт і П. Ферма.
Відомі задачі Аполлонія про знаходження кола, що дотикається до трьох даних кіл, теорема Аполлонія і кола Аполлонія. Услід за Архімедом, Аполлоній займався удосконаленням системи числення. Значно полегшив множення великих чисел в грецькій нумерації, розбиваючи десяткові розряди на класи (по чотири). Ввів багато термінів, зокрема: асимптота, абсциса, ордината, апліката, гіпербола, парабола.